# Jess Wade

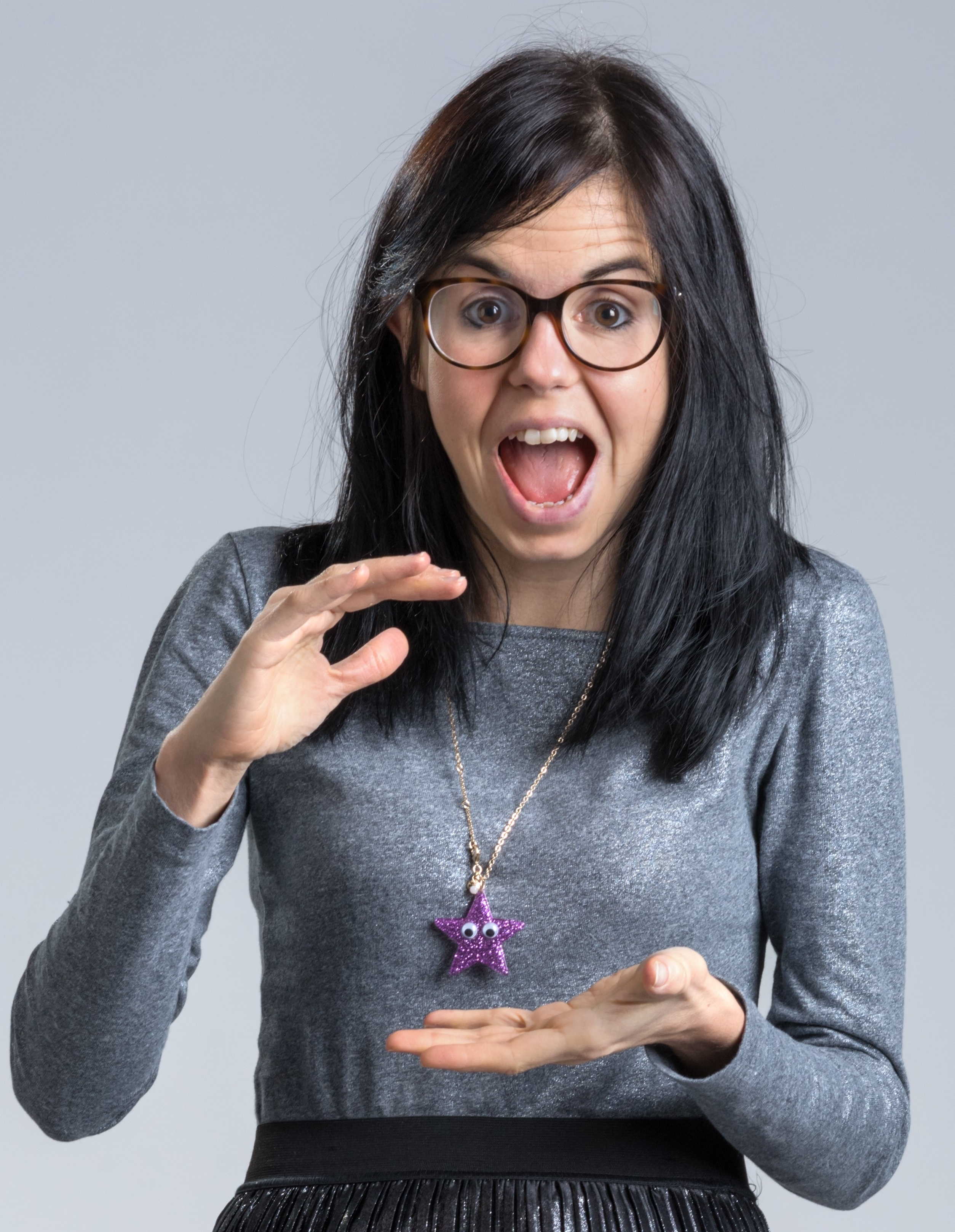
Jess Wade (2017)

Jessica „Jess“ Alice Feinmann Wade (ur. 1988) – brytyjska fizyczka zajmująca się polimerami w Imperial College London, aktywnie angażuje się w kampanie na rzecz równości płci w nauce, redaktorka wielu haseł Wikipedii.

## Życiorys
Jessica Wade ukończyła studia w South Hampstead High School w 2007 roku. Następnie ukończyła kurs w zakresie sztuki i projektowania w Chelsea College of Art and Design. W 2012 zdobyła tytuł Master of Science w dziedzinie fizyki na londyńskim uniwersytecie Imperial College London. Tam kontynuowała karierę, uzyskując w 2016 roku stopień doktora fizyki. Pracę doktorską na temat nanometrologii w półprzewodnikach organicznych napisała pod kierunkiem profesor Ji-Seon Kim. Jess Wade zajmuje się badaniami diod ledowych zbudowanych na bazie polimerów.
Jess Wade angażuje się w kampanie na rzecz równouprawnienia kobiet w nauce.
Po lekturze książki Angeli Saini Inferior. How Science Got Women Wrong opublikowała w 2018 roku ponad 400 biografii ważnych kobiet w nauce w anglojęzycznej Wikipedii (m.in. Laury Waller, Elizabeth Hillmann, Tayyaba Hasan, czy Amy Parish). Dzięki zaangażowaniu na rzecz przezwyciężenia rozbieżności w liczbie biografii mężczyzn i kobiet w Wikipedii zyskała rozgłos w mediach.